# يوجين ستيفنز
يوجين ستيفنز (بالإنجليزية: Eugene Stevens)‏ هو كيميائي أمريكي، ولد في 29 ديسمبر 1938.